# Martin Dohlsten
Martin Dohlsten (* 29. April 1986 in Göteborg) ist ein schwedischer Fußballspieler. Der Sohn des Schauspielers und Regisseurs Ulf Dohlsten schaffte mit GAIS und Örgryte IS jeweils den Aufstieg in die Allsvenskan und spielte kurzzeitig in Island.

## Werdegang
Dohlsten begann in der Jugend bei Skogens IF. Dort fiel er den Verantwortlichen des schwedischen Fußballverbandes auf und Hans Lindbom berief ihn 2001 dreimal in die schwedische U-15-Auswahl. 2003 wechselte er zu GAIS in die drittklassige Division 2. In seiner ersten Spielzeit konnte er mit zwei Toren in fünf Spielen zum Aufstieg in die Superettan beitragen. In den folgenden zwei Spielzeiten kam er insgesamt 18-mal in der zweiten Liga zum Einsatz. Am Ende der Zweitligaspielzeit 2005 erreichte er mit der Mannschaft den Aufstieg in die Erstklassigkeit. Auch hier kam er in zwei Spielzeiten hauptsächlich als Einwechselspieler zum Einsatz.
2008 wechselte Dohlsten zurück in die Superettan und schloss sich Örgryte IS an. Dort unterschrieb er einen Zweijahresvertrag. Anfangs konnte er sich als Stammkraft im Mittelfeld des Göteborger Klubs etablieren. In der zweiten Saisonhälfte verlor er jedoch seinen Stammplatz, konnte jedoch am Saisonende nach 22 Saisoneinsätzen den Aufstieg in die Allsvenskan feiern. Hier kam er an der Seite von Marcus Allbäck, Björn Anklev und Álvaro Santos hauptsächlich zu Kurzeinsätzen als Einwechselspieler. Nach elf Erstligaeinsätzen stieg er am Ende der Spielzeit mit dem Klub in die Zweitklassigkeit ab, woraufhin er den Klub verließ.
Kurzzeitig vereinslos, unterschrieb Dohlsten Ende März 2010 beim Zweitligisten Ljungskile SK, bei dem er ab Februar als Gastspieler die Vorbereitung mitbestritten hatte, einen bis zum Sommer des Jahres gültigen Vertrag. Während dieser Zeit bestritt er zehn Ligaspielen. Anschließend schloss er sich dem isländischen Klub UMF Selfoss in der Pepsideild an, nach dem Abstieg des Klubs aus der höchsten Spielklasse am Ende des Jahres war er jedoch erneut vertragslos. Ende Juli 2011 verkündete schließlich der Amateurklub Utsiktens BK die Verpflichtung des vormaligen Erstligaspielers. Mit der Mannschaft stieg er an der Seite von Anton Hysén am Ende des Jahres in die drittklassige Division 1 auf.